# Rancho Alegre del Llano
Rancho Alegre del Llano är en ort i Mexiko.   Den ligger i kommunen Técpan de Galeana och delstaten Guerrero, i den södra delen av landet, 300 km sydväst om huvudstaden Mexico City. Rancho Alegre del Llano ligger 21 meter över havet och antalet invånare är 999.
Terrängen runt Rancho Alegre del Llano är kuperad norrut, men söderut är den platt. Havet är nära Rancho Alegre del Llano åt sydväst. Runt Rancho Alegre del Llano är det ganska glesbefolkat, med 22 invånare per kvadratkilometer. Närmaste större samhälle är San Luis de La Loma, 6,4 km öster om Rancho Alegre del Llano. Omgivningarna runt Rancho Alegre del Llano är en mosaik av jordbruksmark och naturlig växtlighet.